# Intréville
Intréville is een gemeente in het Franse departement Eure-et-Loir (regio Centre-Val de Loire) en telt 141 inwoners (2008). De plaats maakt deel uit van het arrondissement Chartres.

## Geografie
De oppervlakte van Intréville bedraagt 9,0 km², de bevolkingsdichtheid is 16,4 inwoners per km².
De onderstaande kaart toont de ligging van Intréville met de belangrijkste infrastructuur en aangrenzende gemeenten.

## Demografie
Onderstaande figuur toont het verloop van het inwonertal (bron: INSEE-tellingen).